# Aosta
Aosta (francouzsky Aoste) je hlavní město autonomní italské provincie Údolí Aosty (Valle d'Aosta) ležící 110 km severně od Turína ve výšce 583 metrů nad mořem, v dešťovém stínu masivu Mont Blancu, východně od jeho vrcholu a západně od hory Monte Rosa. 5 km od města leží regionální letiště, nedaleko od města je portál tunelu pod Mont Blancem. Úředními jazyky jsou italština a francouzština. 
K 31. 5. 2024 ve městě žilo 33 206 obyvatel. Narodil se zde  Anselm z Canterbury.

## Historie
Údolí Aosty dobyli v roce 25 př. n. l. Římané v čele s generálem Terentiem Varrem Murenou. Podle historika Strabóna zde do té doby měli své centrum obyvatelé z kmene Salasserů, kteří byli z velké části prodáni do otroctví. Město bylo založeno na počest císaře Augusta z existujícího legionářského tábora pod jménem Augusta Praetoria. Město bylo založeno na půdorysu čtverce s šachovnicovou sítí okrsků či bloků, zvaných insulae (latinsky ostrovy'). Tuto urbanistickou koncepci lze dosud sledovat v nejstarší části města. Město se skládalo ze 64 insulae v podobě shodných modulů a jejich násobků. Dvojité městské hradby měly na čtyřech stranách brány, z nichž se dobře dochovala Porta Pretoria. Fórum romanum zabíralo plochu 8 insulae, amfiteátr zabíral 2 insulae, druhé divadlo 1 insulu.  
Po pádu Římské říše město ovládli Ostrogóti, po nich Byzantinci a Langobardi. Za vlády franského krále Pipina Krátkého v polovině 8. století byli Langobardové poraženi a město připojeno k Franské říši. Za Karla Velikého se Aosta stala stanicí na silnici Via Francigena, spojující Cáchy s Itálií. V roce 1032 se město stalo součástí Savojského vévodství pod vládou Humberta I. Savojského.
V roce 1189 město dostalo privilegium stavovské samosprávy, z níž se v roce 1536 stala výkonná rada, která fungovala až do roku 1802. Po Vídeňském kongresu v roce 1815 byla obnovena savojská vláda a poté princ Amedeo formálně uznán za vévodu z Aosty.
V roce 2000 zde byla založena soukromá univerzita Aostatal.

## Památky
antické památky z římské doby
- Městské hradby, používané i ve středověku: městská brána Porta Praetoria
- Vítězný oblouk císaře Augusta (Arco d'Augusto) u řeky Buthier
- Ruiny římského divadla se zdí scény
- Ruiny amfiteátru (zastavěné do středověkého konventu, hlediště zasypáno, nyní sad)
- kamenný most s 1 obloukem přes řeku Buthier (8 km západně od města)

středověké stavby
- Katedrála Nanebevzetí Panny Marie, na základech ze 4. století s kryptou z 10. století, dostavěna a vysvěcena roku 1025 biskupem Anselmem, interiér a klenby gotické, dvě průčelí: přední klasicistní a za ním v portiku renesanční;  propojená s kapitulouː
- Kolegiátní kapitula Sant’Orso s kostelem svatých Petra a Ursuse z Aosty; založena roku 994, základy zdiva s kryptou a věží (kampanilou) otonské z konce 10. století, křížová chodba románská, interiéry románské a gotické ze 13.-14. století. [4]; stálá expozice katedrálního pokladu
- Klášter benediktinů svatého Bénina, založen v roce 1000
- Věžový dům pro malomocné (Torre del Lebbroso), stavba ze 12.-13. století
- Most - akvadukt v Grand Arvou (Ponte acquedotto di Grand Arvou), středověký z přelomu 13.-14. století

Oblast je součástí Národního parku Gran Paradiso.

## Galerie

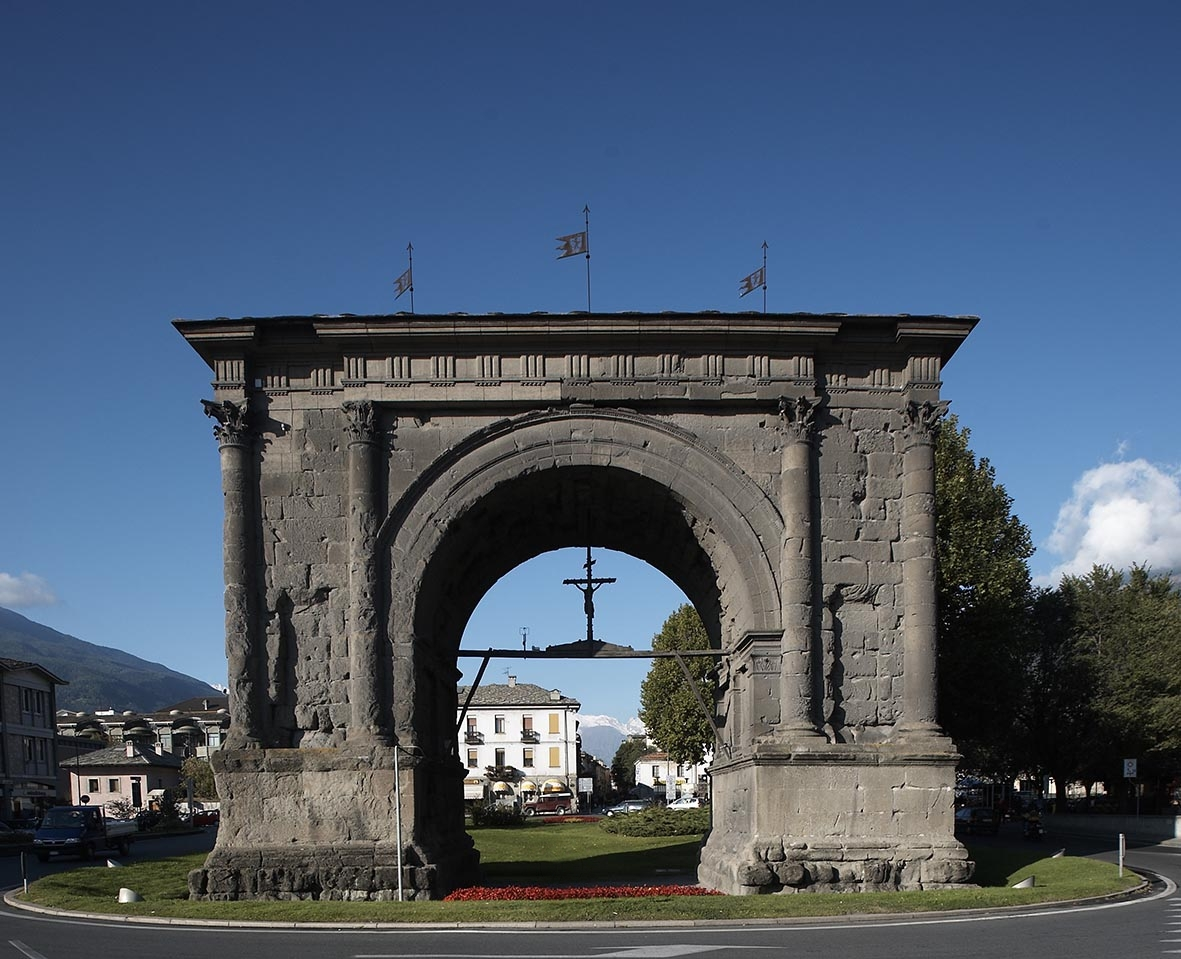
Augustův vítězný oblouk
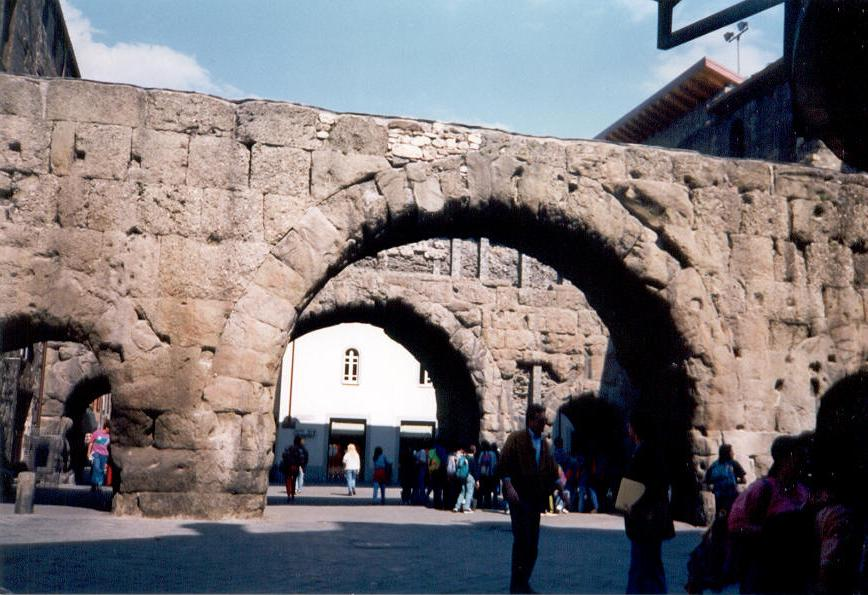
Porta pretoria
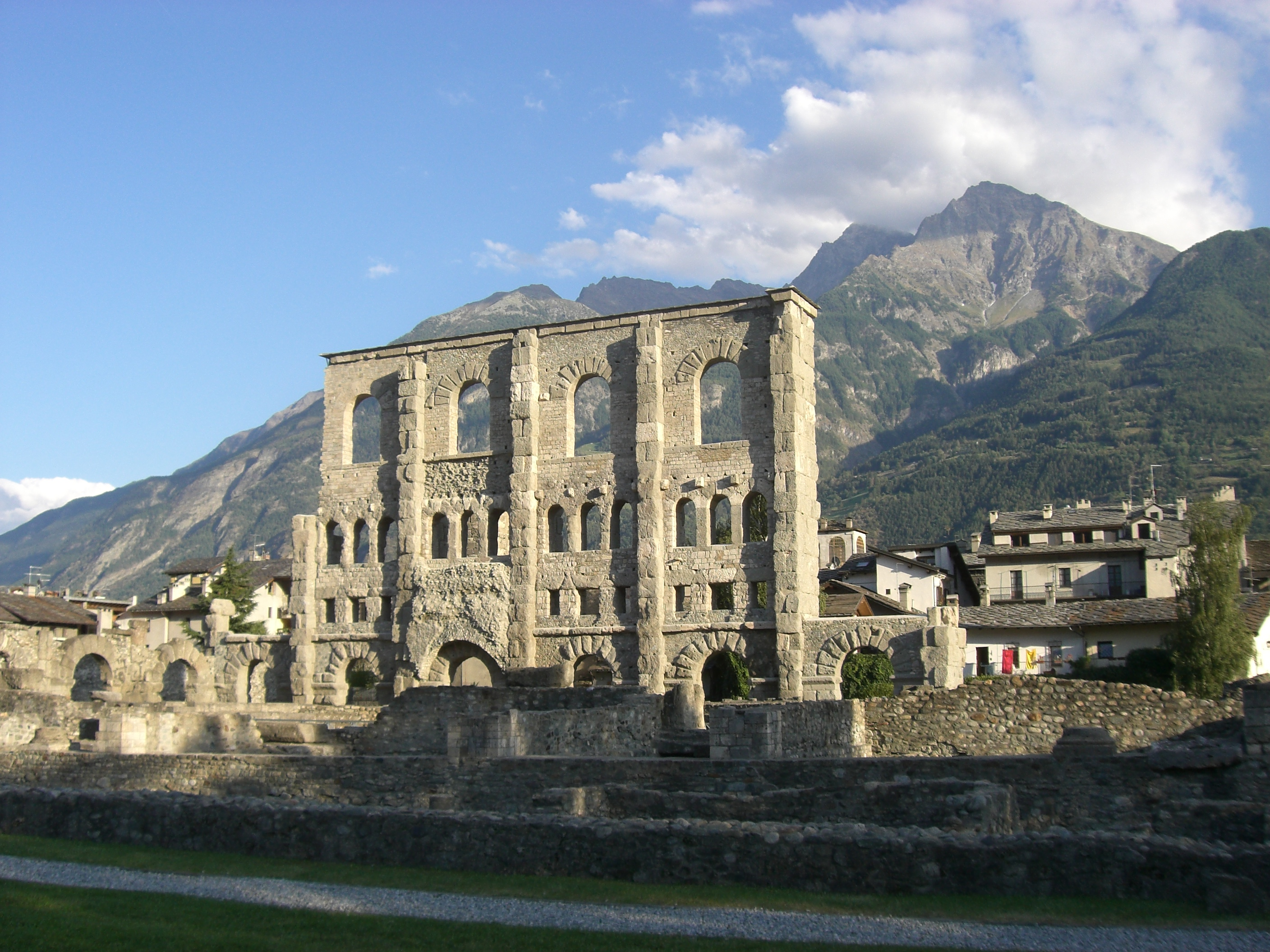
Římské divadlo
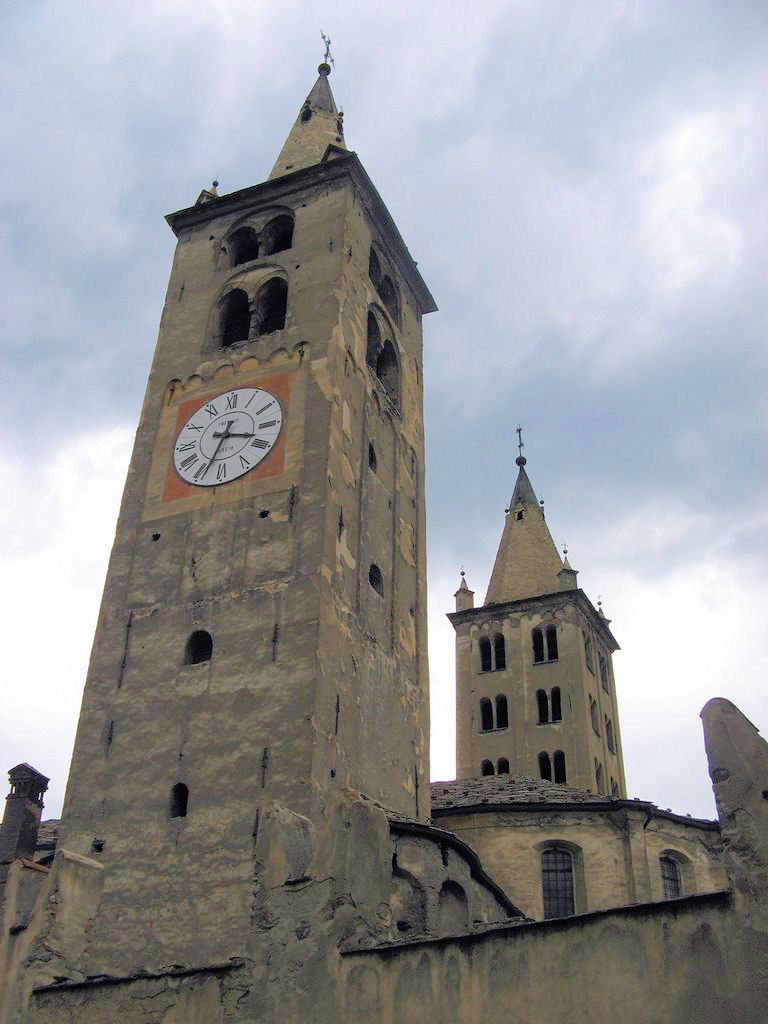
věže katedrály
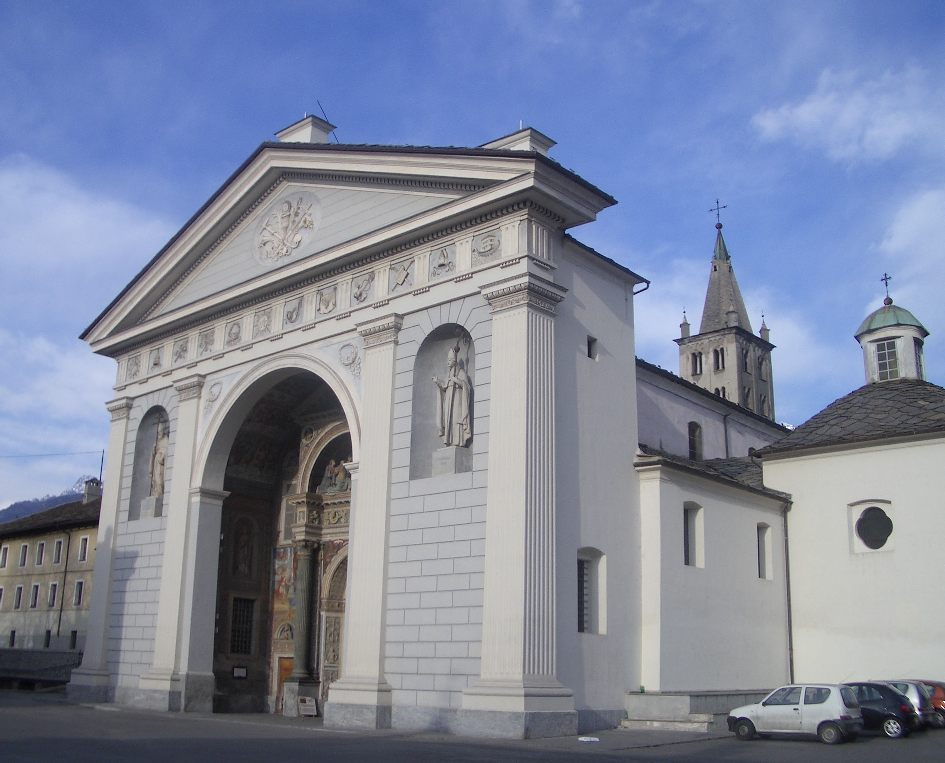
Průčelí katedrály
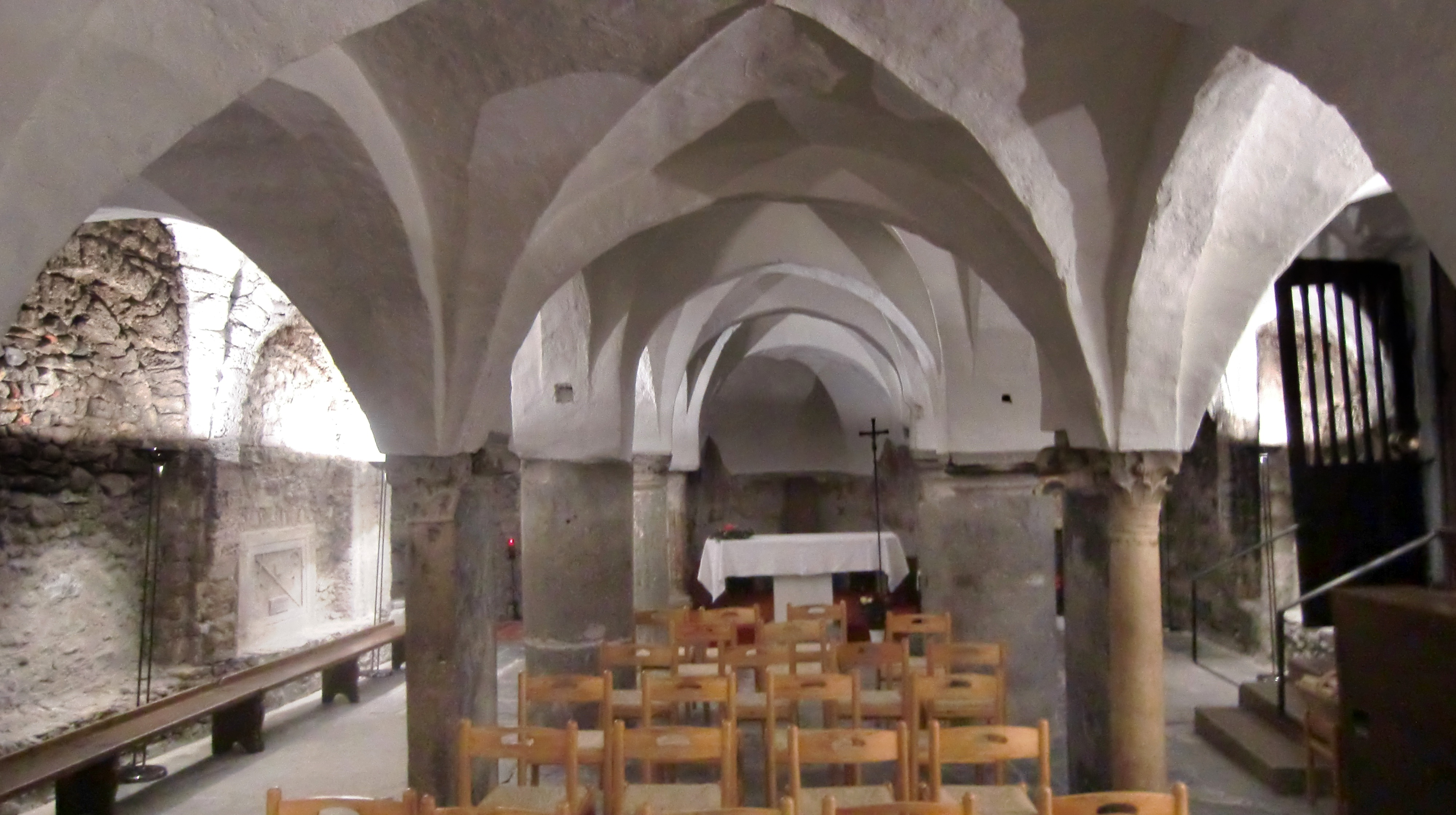
Krypta katedrály
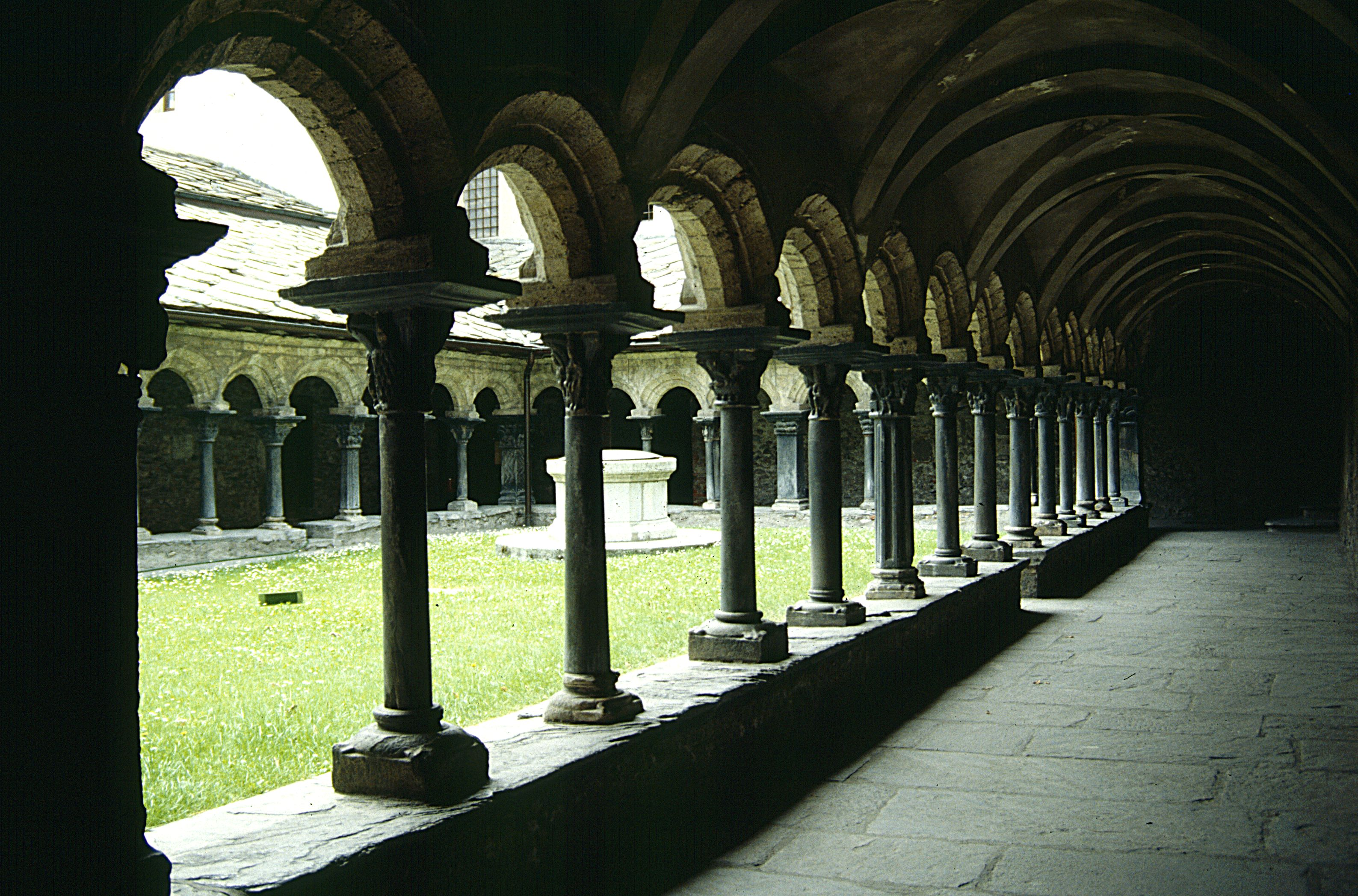
Křížová chodba kapituly
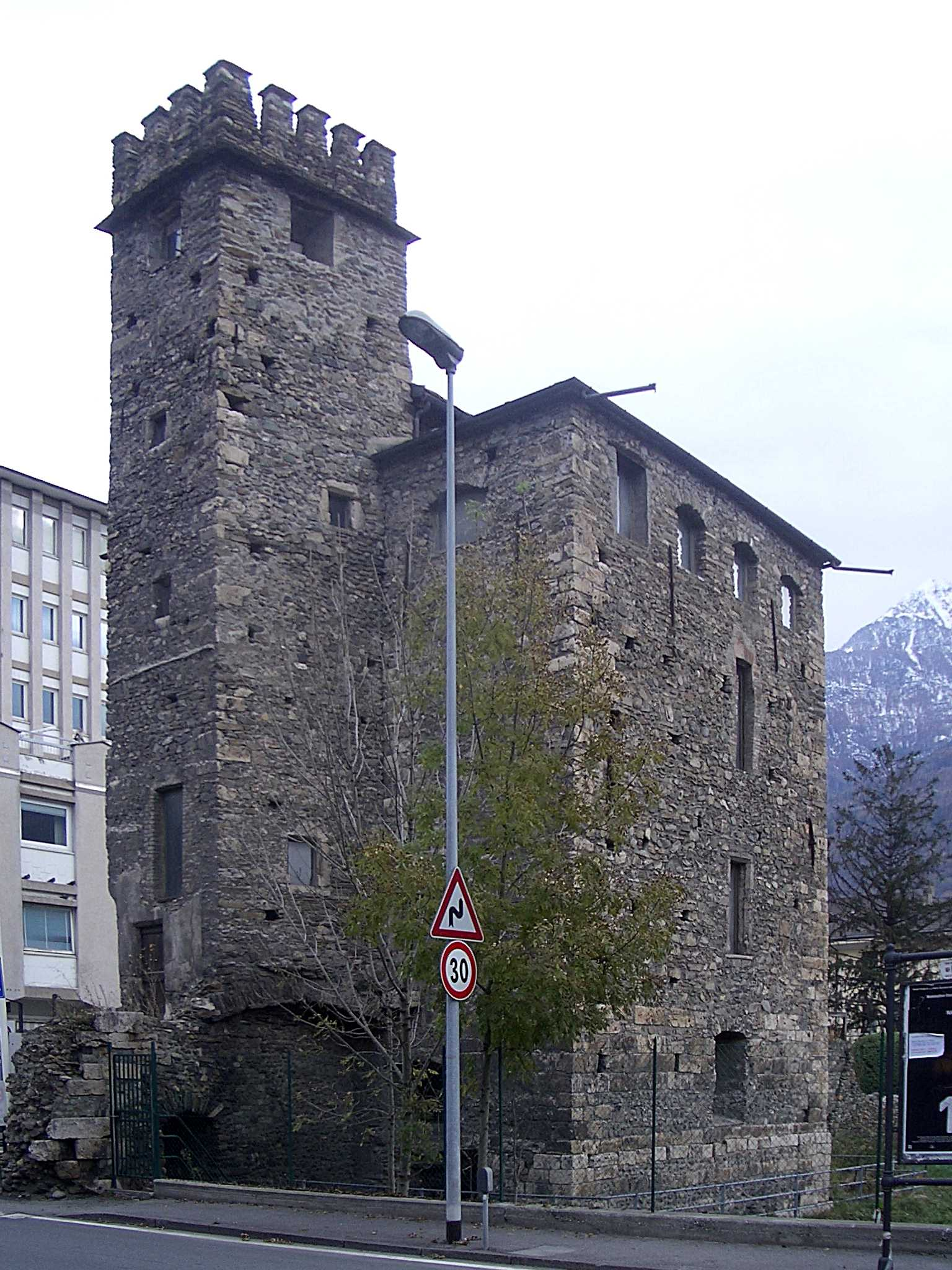
Věž pro malomocné

## Osobnosti
- Anselm z Canterbury (1033/1034–1109), opat, teolog a filozof, arcibiskup v Canterbury
- Abele Blanc (* 1954), italský horolezec
- Roberta Brunetová (* 1965), italská běžkyně na lyžích
- Federico Pellegrino (* 1990), italský běžec na lyžích
- Nicole Gontierová (* 1991), italská biatlonistka
- Samuela Comolová (* 1998), italská biatlonistka
- Calvin Bassey (* 1999), italsko-nigerijský fotbalista
- Didier Bionaz (* 2000), italský biatlonista

## Partnerská města
- Albertville, Francie (Francie)
- Chamonix-Mont-Blanc, Francie (Francie)
- Kaolack, Senegal (Senegal)
- Martigny, Švýcarsko (Švýcarsko)
- Narbonne, Francie (Francie)
- San Giorgio Morgeto, Itálie (Itálie)
- Sinaia, Rumunsko (Rumunsko)